# 戦略的互恵関係
戦略的互恵関係（せんりゃくてきごけいかんけい）とは、外務省の説明によると、「日中両国がアジア及び世界に対して厳粛な責任を負うとの認識の下、国際社会に共に貢献する中で、お互い利益を得て共通利益を拡大し、日中関係を発展させること」である。 小泉政権下で冷え込んだ日中関係の仕切り直しとして、2006年10月に初外遊で中国を訪問した安倍晋三内閣総理大臣と中国の胡錦濤国家主席（党総書記）の首脳会談に基づく8年ぶりの共同文書「日中共同プレス発表」で合意された概念である。2006年の第1次安倍政権発足時に、谷内正太郎事務次官の下、外務省が密かにこの概念を安倍（当時官房長官）に提出して日中関係の改善を図ったとされる。

## 概要
安倍政権を引き継いだ福田康夫政権で発表された『「戦略的互恵関係」の包括的推進に関する日中共同声明』の中では、具体例として以下の点が示されている。
1. 政治的相互信頼の増進
2. 人的、文化的交流の促進及び国民の友好感情の増進
3. 互恵協力の強化
4. アジア太平洋への貢献
5. グローバルな課題への貢献

この声明は知日派の胡錦濤の思惑もあったとされるが、「パートナーであり、互いに脅威とならない」とする文を盛り込み、1980年代以降必ず全ての日中共同文書に記載されていた歴史問題への言及はない点で特徴的だった。
安倍・福田政権を引き継いだ麻生政権は価値観外交を保ちつつ、中国との関係においては「価値」の代わりをなす「共益」の拡大を真の戦略的互恵関係と位置づけた。
また、第2次安倍内閣で自民党が政権に返り咲いてからも、安倍首相は日中首脳会談で戦略的互恵関係を日中関係の基礎と度々強調している。親中派の二階俊博を自民党総務会長や自民党幹事長など自民党の重役に登用している背景も戦略的互恵関係の重視とされ、中国の一帯一路国際協力サミットフォーラムに出席する二階幹事長に託した親書の他、同じく中国と独自のパイプを持つ与党・公明党の山口那津男代表に託した親書 でも戦略的互恵関係に触れ、自民党・公明党と中国共産党の間で行われている日中与党交流協議会での共同提言の中でも戦略的互恵関係が言及されている。田中派の流れを汲む二階幹事長との関係について、福田派の流れを汲む安倍は日中CEOサミットで「田中角栄先生と福田赳夫先生は当時の自民党で激しく争ったが（角福戦争）、二人とも日中関係を開くことは日本や地域のためになると確信した。今日も私は二階先生と一緒だ」と述べている。日中国交正常化45周年記念行事に、二階幹事長とともに首相として15年ぶりに出席した安倍首相は、戦略的互恵関係に基づいて日中関係を発展させることを表明し、10年ぶり に日中首相間で交換された李克強国務院総理への祝電でも戦略的互恵関係を重視した。2017年11月、習近平国家主席（総書記）や李総理といった中国の首脳と第三国で立て続けに会うという極めて異例の会談を行った際も、安倍首相は戦略的互恵関係に基づいて経済協力や朝鮮半島問題での連携で一致した。2018年5月9日に訪日した李総理との会談でも安倍首相は戦略的互恵関係のもと日中関係を全面的に関係改善させたいと述べ、同年10月には日本の首相では7年ぶりである中国への公式訪問を行った安倍首相は「競争から協調へ」「お互いパートナーとして脅威にならない」「自由で公正な貿易体制の発展」の日中新時代3原則を打ち出した。
経済界では、経団連会長の榊原定征が「戦略的互恵関係に民間の立場から貢献する」 と述べており、日中CEOサミットでの共同声明には「日中間の戦略的互恵関係の継続的な発展に資する取り組みを推進していく」と盛り込まれた。